# Diecezja Villarrica del Espíritu Santo
Diecezja Villarrica del Espíritu Santo (łac. Dioecesis Villaricensis Spiritus Sancti) – rzymskokatolicka diecezja w Paragwaju. Została erygowana 1 maja 1929.

## Ordynariusze
- Augustin Rodríguez (1931 – 1965)
- Felipe Santiago Benítez Avalos (1965 – 1989)
- Sebelio Peralta Alvarez (1990 – 2008)
- Ricardo Valenzuela (2010 – 2017)
- Adalberto Martínez (2018 – 2022)
- Miguel Cabello (od 2025)